# Vismutid
Vismutider är kemiska föreningar av vismut och mer elektropositiva grundämnen. De är intermetalliska föreningar, och innehåller delvis metallbindning och delvis jonbindning.
Vismutidjonen är Bi3−.